# Orvasca vespertilionis
Orvasca vespertilionis är en fjärilsart som beskrevs av Holloway 1976. Orvasca vespertilionis ingår i släktet Orvasca och familjen tofsspinnare. Inga underarter finns listade i Catalogue of Life.